# Steffl Arena
 (mars 2025).
Si vous disposez d'ouvrages ou d'articles de référence ou si vous connaissez des sites web de qualité traitant du thème abordé ici, merci de compléter l'article en donnant les références utiles à sa vérifiabilité et en les liant à la section « Notes et références ».
La Steffl Arena, anciennement Albert Schultz Eishalle est un complexe sportif polyvalent de Vienne en Autriche. Elle a été ouverte en 1995.
La patinoire accueille notamment l'équipe de hockey sur glace des Vienna Capitals pensionnaire de la Ligue Autrichienne. La patinoire a une capacité de 4 500 spectateurs.

## Histoire
En 2021, elle est renommée Steffl Arena.